# 吉井藩
吉井藩（よしいはん）は、上野国多胡郡吉井村（現在の群馬県高崎市吉井町吉井）を居所とした藩。徳川家康の関東入国以来、譜代大名である菅沼家・堀田家の藩が断続的に存在したが、1709年に鷹司松平家が入封し、10代続いて幕末を迎えた。鷹司松平家は当初矢田村（現在の高崎市吉井町矢田）に陣屋を置いたため、矢田藩（やたはん）とも呼ばれる。鷹司松平家は五摂家の一つ・鷹司家の流れを汲む家であり、江戸幕府の下では1万石の小藩主ながら高い家格を有した。明治初年に藩主家は家名を「吉井」に改め、1869年に自ら廃藩した。

## 歴史

### 菅沼家の時代
天正18年（1590年）の小田原征伐後、関東に入部した徳川家康は、菅沼定利（田峯菅沼家）に上野国多胡郡一円などで2万石を与えた。定利は吉井の地に築城して居所とした。これにより吉井藩が立藩したと見なされる。定利は新たに町割り（城下町整備）を行い、矢田村などから住民を移住させた。
定利は天正20年（1592年）に領内で検地を行い、さらに六斎市を開いて町割りを行うなどして藩政の基盤を固めた。
関ヶ原の戦いがあった慶長5年（1600年）、定利は菩提寺として玄太寺を建立している。関ヶ原では徳川秀忠軍に従軍して真田昌幸と戦った。
定利は慶長7年（1602年）10月22日に死去し、跡を養嗣子の忠政が継いだ。忠政は家康の娘婿・奥平信昌の三男で、生母が家康の娘・亀姫であったことから、松平姓を名乗ることを許された。
『寛政譜』の奥平家の譜によれば、慶長6年（1601年）、忠政は実父の奥平信昌（美濃加納藩10万石）から4万石を分与され、慶長7年（1602年）に信昌が隠居すると、忠政が加納城本丸に住して6万石を領し、信昌は二の丸に住んで4万石を領したという。『寛政譜』の菅沼家の譜によれば、忠政は養父の遺跡を継いで「のちに」美濃加納藩の城に入り、のちに加増を受けて10万石となった。忠政が美濃加納に移ったことにより吉井藩は廃藩、吉井城は廃城となった。

### 菅沼家転出後の吉井領
旧吉井藩領は幕府直轄領・旗本領となった。
慶長15年（1610年）、安藤重信が吉井周辺に領地を与えられた。

### 堀田家の時代
天和2年（1682年）3月29日、大番頭を務める堀田正休が上野国多胡・緑野・甘楽の各郡および武蔵国埼玉郡の2国4郡内で1万石を与えられ、吉井藩を再立藩した。元禄11年（1698年）3月7日、正休は近江宮川藩に移され、吉井藩は廃藩となった。

### 鷹司松平家の時代

#### 鷹司松平家の家格
最後の藩主家となった松平家（鷹司松平家）は、五摂家の一つ鷹司家から分かれており、鷹司信平（信清の祖父）が徳川家光の御台所・鷹司孝子の弟という縁で江戸に入ったことから始まった。信平は承応3年（1654年）3月10日、松平姓を与えられて松平信平と名乗った。その後、嫡男の信政、その子の信清に家督が継がれ、信清の時代に1万石の大名となった。最小藩ながらその待遇は国主格、あるいは御三家と同様に遇されていた。歴代当主は従四位下 侍従に就くことを慣例とした。これは津藩・藤堂家や土佐藩・山内家などの国持大名と同等の官位 官職である。

#### 旗本領時代
延宝2年（1674年）、松平信平は上野・上総両国内において7000石の知行を与えられた。信平は当初、知行地を管轄する陣屋を木部村（現在の高崎市木部町）に置いたが、延宝7年（1679年）に矢田村（現在の高崎市吉井町矢田）に移転した。陣屋は貞享3年（1686年）に一旦木部村に戻されるが、元禄元年（1688年）に再度矢田村に移転した。

#### 立藩から江戸時代後期まで
宝永6年（1709年）4月6日、松平信清は上野国内において3000石を加増されて1万石の大名となった。これにより、吉井藩が再立藩された、あるいは矢田藩が立藩したとされる。
宝暦2年（1752年）、2代藩主・松平信友は、吉井村に陣屋を造営し、居所を移した。ただし、陣屋の呼称は変わらず「矢田陣屋」であったという。
第5代藩主・信成の頃から財政難が始まる。信成は寛政9年（1797年）に倹約令を出したが、効果はなかった。第7代藩主・信敬も倹約令などを出して財政再建を主とした藩政改革を行ったが、やはり効果はほとんど無かった。

#### 幕末の吉井藩
第9代藩主・信発は安政6年（1859年）、常陸水戸藩主・徳川斉昭蟄居の命を伝える上使を務めた功績から、莫大な恩賞を授かっている。藩政においても農民兵を採用した軍制改革を行っている。元治元年（1864年）、吉井村の「矢田陣屋」の名を正式に「吉井陣屋」に改めた。下仁田街道の宿駅でもある吉井は、元治元年（1864年）に天狗党が通過、慶応4年（1868年）には世直し一揆勢が侵入するなど、情勢に翻弄された。
最後の藩主・信謹は慶応4年（1868年）2月22日、徳川家との訣別を表すため、松平姓を捨てて吉井姓に改めている。戊辰戦争では新政府側に与し、小栗忠順討伐のため権田村（高崎市倉渕町権田）に出兵したほか、会津藩攻めに従って三国峠・戸倉方面に出兵した（三国戦争。三国峠の戦い参照）。多比良村（高崎市吉井町多比良）出身の農民・吉田善吉（27歳）は吉井藩兵として三国峠の戦いで勇戦したものの、大般若塚（利根郡みなかみ町永井）で戦死を遂げた。藩は即日善吉を士分に列して軍功に報い、遺族に扶持や褒賞を与えた。
明治2年（1869年）の版籍奉還は上野国の諸藩に先駆けて行い、信謹は知藩事となる。同年12月25日、信謹は知藩事を辞し、吉井藩は廃藩となり、岩鼻県に編入された。その後、吉井の地は群馬県、熊谷県を経て、群馬県に最終的には編入された。

## 政治

### 鷹司松平家時代の政治
藩主は定府であった。慶応年間の家臣団は104人で、このうち江戸詰が88人、国元詰が16人であった。国元（吉井陣屋）には代官2人・手代以下14人が詰め、藩領の統治に当たっていた。
吉井藩の代官としては、橳島家3代が知られる。初代にあたる橳島高堅（丹斎）は天明3年（1783年）に21歳で藩に出仕し、文化2年（1805年）に42歳で代官に就任した。文武両道の人物で、『橳島高堅自記』『多胡旧記』などの記録を残した。高堅の養子・橳島高茂（丹太夫）は天保6年（1835年）に代官職を継ぎ、孝明天皇の即位の儀式に際して副使として派遣されたほか、天狗党の領内通行を穏便に対処した。3代目の橳島高行（丹治）は、明治元年（1868年）に藩主名代副使として新政府軍を追分宿に出迎えた。橳島高行は、吉井藩廃藩後に岩鼻県監察を務めた。橳島家3代の墓は法林寺（吉井町吉井）にある

## 歴代藩主

### 菅沼（奥平）家
2万石。譜代。
1. 定利（さだとし）〔従五位下 小大膳〕
2. 忠政（ただまさ）〔従五位下 飛騨守〕

### 幕府領・旗本領
慶長15年（1610年） - 天和2年（1682年）：幕府直轄領および旗本領

### 堀田家
1万石。譜代。
1. 正休（まさやす）〔従五位下 豊前守〕

### 幕府領・旗本領
元禄11年（1698年） - 宝永6年（1709年）：幕府直轄領および旗本領

### 鷹司松平家
1万石。親藩。
1. 信清（のぶきよ）〔従四位下 越前守 侍従〕
2. 信友（のぶとも）〔従四位下 越前守 侍従〕
3. 信有（のぶあり）〔従四位下 左兵衛督 侍従〕
4. 信明（のぶあきら）〔従四位下 左兵衛督 侍従〕
5. 信成（のぶしげ）〔従四位下 左兵衛督 侍従〕
6. 信充（のぶみつ）〔従四位下 左兵衛督 侍従〕
7. 信敬（のぶよし）〔従四位下 弾正大弼 侍従〕
8. 信任（のぶただ）〔従四位下 左兵衛督 侍従〕
9. 信発（のぶおき）〔従五位下 左兵衛督 侍従〕
10. 信謹（のぶのり）〔従四位下 左兵衛督 侍従〕

## 領地

### 領地の変遷

#### 菅沼定利の領地
天正18年（1590年）、菅沼定利には以下の領地（2万石）が与えられた。
- 上野国
  - 多胡郡一円 - 24か村
  - 緑野郡のうち - 7か村

#### 幕末の領地
「旧高旧領取調帳」では、上野分はすでに岩鼻県の管轄となっているが、ここでは「角川日本地名大辞典」（10・群馬県）の記述によった。
- 上野
  - 甘楽郡のうち - 1村（岩鼻県に編入）
  - 多胡郡のうち - 6村（同上）
  - 緑野郡のうち - 10村（同上）
  - 那波郡のうち - 1村（同上）
  - 群馬郡のうち - 7村（同上）
  - 勢多郡のうち - 1村（同上）
- 上総
  - 夷隅郡のうち - 3村（大多喜藩に編入）
  - 長柄郡のうち - 3村（うち1村を鶴舞藩、3村を安房上総知県事に編入。なお相給があるため村数の合計は一致しない）

## 備考
- 吉井藩および吉井地域に関する史料として、吉井藩の郷代官を務めた橳島高堅が著した『多胡旧記』がある（原本は高崎市指定文化財）[18]。同書は天正18年（1590年）に菅沼定利が吉井に入封して吉井宿（吉井町）を建設したことから書き起こされ、明和9年（1772年）の江戸の大火（明和の大火）で結ばれている[18]。
- 藩主家（鷹司松平家→吉井子爵家）に伝わっていた資料350点（軸物・書籍・手紙など）は、吉井町（当時）が『吉井町誌』を編纂した際に旧藩主家から吉井町に寄贈され、吉井郷土資料館に収蔵されている[16]。「吉井藩主家資料」として高崎市指定重要文化財に指定されている[16]。